# ATS Tipo 100
La ATS Tipo 100 è stata la prima e unica monoposto di Formula 1 prodotta dalla Automobili Turismo e Sport, schierata nel corso della stagione 1963. I piloti erano il campione del mondo statunitense Phil Hill e l'italiano Giancarlo Baghetti.
Nel corso dell'annata, la vettura si dimostrò poco competitiva e affidabile e nessuno dei due piloti riuscì a conquistare punti iridati.

## Storia
A causa dei continui screzi della moglie di Enzo Ferrari, Laura, con parte della direzione tecnica, il 30 ottobre tutti gli otto i direttori della Società Esercizio Fabbriche e Automobili Ferrari (Sefac) interruppero il loro rapporto di lavoro con l'azienda, ritirando immediatamente la loro liquidazione. Si trattava degli ingegneri Carlo Chiti e Giotto Bizzarrini, del direttore sportivo Romolo Tavoni, del direttore commerciale Gerolamo Gardini, del direttore di produzione Federico Giberti, del direttore amministrativo Ermanno Della Casa, del direttore della fonderia ingegnere Fausto Galassi e di Enzo Selmi appartenente alla direzione del personale. Ad essi si aggiunsero poi i piloti ufficiali della squadra corse, Giancarlo Baghetti e Phil Hill, campione del mondo in carica, e molti tecnici.
L'11 febbraio 1962 a Pontecchio Marconi, nei pressi di Bologna, tre imprenditori, Giorgio Billi, Giovanni Volpi di Misurata e Jaime Ortiz Patiño, fondarono una nuova scuderia, denominata Automobili Turismo Sport Serenissima. L'organigramma societario vedeva un comitato tecnico composto da Chiti, Bizzarrini, Tavoni, Galassi, Gardini e Selmi, ed era previsto che la nuova società, oltre all'attività in Formula 1, con i piloti Baghetti e Hill, costruisse anche vetture stradali delle categorie Gt e Sport. Il nuovo stabilimento doveva sorgere a Pontecchio Marconi,  mentre la sede ufficiale era a Bologna. Al fine di accelerare i tempi l'ufficio progettazioni si installò in una villetta nei pressi del futuro stabilimento. Il telaio della monoposto venne assemblato a Palermo, presso gli stabilimenti della Aeronautica Sicula, e completato verso la fine dell'anno.
La nuova vettura da Formula 1, la Tipo 100, fu presentata ufficialmente presso l'Hotel Baglioni di Bologna il 15 dicembre 1962. Si trattava di una macchina molto affusolata, con parabrezza avvolgente, disegnata da Alfonso Galvani ed equipaggiata con un propulsore disegnato da Chiti dotato di 8 cilindri a novanta gradi, della cilindrata di 1.500 cc, ed erogante la potenza di 190 CV a 10.000 giri/min. In quello stesso mese il conte Volpi di Misurata lasciò la società, che assunse la nuova denominazione di Automobili Turismo e Sport, seguito poi da Patiño alla fine del 1963. Il nuovo socio unico, Billi, li liquidò delle somme investite risarcendoli con 250 milioni di lire dell'epoca. 

### L'attività
Il primo rodaggio avvenne sulla Strada statale 64 Porrettana, con il pilota collaudatore Teodoro Zeccoli, nella primavera del 1963, e poi iniziò l'attività di collaudo in pista ed apparve subito chiaro che il team non era in condizioni di partecipare a tutte le gare del mondiale. Su pressioni del presidente Billi il debutto avvenne nel Gran Premio del Belgio, svoltosi sul circuito di Spa-Francorchamps il 9 giugno. Entrambe le monoposto dovettero ritirarsi per problemi emersi al cambio Colotti GDS Type 34 a sei marce.
La squadra partecipò poi al GP d'Olanda di Zandwoort dove ci furono problemi ad un assale e al motore, mentre non prese parte all GP di Germania a causa di un incidente del mezzo di trasporto subito al passo del Brennero. Al GP d'Italia di Monza, Hill prese cinque secondi e mezzo al giro da John Surtees su Ferrari, arrivando in gara in undicesima posizione, mentre Baghetti, ammesso al via solo per il ritiro di Mario Cabral, arrivò quindicesimo staccato di 23 giri. L'ultima presenza ufficiale fu nel GP del Messico, con Hill staccato in prova dalla Ferrari 156 F1 di Surtees di tredici secondi secchi. Nel corso della gara emersero problemi alla carburazione ed al telaio che costrinsero i due piloti al ritiro. Mentre l'ingegnere Chiti stava progettando la nuova monoposto del 1964, la società collassò economicamente, abbandonando la Formula 1.
Nel 1964 Vic Derrington e Alf Francis costituirono un team per schierare privatamente una monoposto Tipo 100 al GP d'Italia, con pilota il portoghese Mario Araujo de Cabral, che in prova andrà di un decimo più veloce di Phil Hill l’anno prima, fondendo però il motore in gara al 25º giro. Fu l'ultima apparizione ufficiale.

## Risultati completi
| Anno | Vettura      | Motore     | Gomme | Piloti   |  |     |     |  |  |  |    |     |     |  |  |  |  |  |  |  |  |  |  |  |  |  |  |  | Punti | Pos. |
| ---- | ------------ | ---------- | ----- | -------- |  | --- | --- |  |  |  | -- | --- | --- |  |  |  |  |  |  |  |  |  |  |  |  |  |  |  | ----- | ---- |
| 1963 | ATS Tipo 100 | ATS 1.5 V8 | D     | Hill     |  | Rit | Rit |  |  |  | 11 | Rit | Rit |  |  |  |  |  |  |  |  |  |  |  |  |  |  |  | 0     | 18º  |
| 1963 | ATS Tipo 100 | ATS 1.5 V8 | D     | Baghetti |  | Rit | Rit |  |  |  | 15 | Rit | Rit |  |  |  |  |  |  |  |  |  |  |  |  |  |  |  | 0     | 18º  |

### Annotazioni
1. ↑  Fattore scatenante fu uno schiaffo dato dalla signora Laura al direttore commerciale Gardini nel corso di una accesa discussione.
2. ↑  Industriale magnate del settore delle calze.
3. ↑  Era il nipote di Antenor Patiño, magnate boliviano della produzione dello stagno.
4. ↑  L'ingegnere Chiti pose il suo studio in una camera da letto adattata, mentre i motori venivano assemblati in salotto.
5. ↑  Per farla uscire dalla villetta dove era stata assemblata fu necessario demolire un muro.
6. ↑  Volpi di Misurata era rimasto molto scosso dalla morte del pilota Ricardo Rodríguez de la Vega, avvenuta a bordo di una Lotus 24 Climax durante le prove del Gran Premio del Messico 1962.
7. ↑  Oltre a Zeccoli parteciparono ai collaudi Roberto Businello e Mario Cabral.

### Fonti
1. ↑  nel Gran Premio di Francia 1963 corse con la Lotus a bordo di una Lotus 24.
2. 1 2 3 4 5 6 7 8 9  Primotipo.
3. 1 2 3 4 5  Whitelock 2006, p. 69.
4. 1 2 3 4 5 6 7 8 9 10  Balestra 2018, p. 14.
5. 1 2 3 4 5 6 7  Whitelock 2006, p. 178.
6. 1 2 3 4 5 6 7  Whitelock 2006, p. 177.
7. ↑  Whitelock 2006, p. 176.

### Periodici
- Nino Balestra, ATS, solo un attimo, in epocAuto, n. 7, Faenza, Edizioni C&C. srl., luglio 2018,  pp. 14-15.